# Сплавленный
«Сплавленный» (англ. Alloyed) — восьмой эпизод американского фантастического телесериала «Властелин колец: Кольца власти», снятый режиссёром Уэйном Йипом по сценарию Дженнифер Хатчисон, Дж. Д. Пейна, Патрика Маккея, последняя серия первого сезона. Его премьера состоялась 14 октября 2022 года.

## Сюжет
Действие эпизода, как и предыдущих, происходит во Вторую эпоху легендариума Дж. Р. Р. Толкина. Параллельно разворачиваются несколько сюжетных линий, связанных с эльфами, хоббитами-мохноногами и людьми, живущими в Южных землях.
Галадриэль и раненый Халбранд прибывают в Эрегион. Халбранд подаёт Келебримбору идею усилить разные свойства митриля в сплаве с другими металлами. Галадриэль, изучив королевские родословные Южных земель, понимает, что её спутник — не тот, за кого себя выдаёт. Выясняется, что это Саурон. Он предлагает Галадриэль вдвоём править всем Средиземьем, а получив отказ, сбегает в Мордор. Галадриэль, Элронд и Келебримбор выковывают три Кольца Власти, свободные от влияния Саурона. Элендил и Мириэль возвращаются в Нуменор и узнают, что старый король Тар-Палантир умер.
На Востоке Незнакомец встречает загадочную троицу, которая приветствует его как «лорда Саурона». Нори и Харфутам удаётся украсть волшебный посох лидера троицы, и Незнакомец его использует, чтобы изгнать злодеев во тьму. Теперь мохноноги понимают, что это не Саурон, а один из Истари. Он решает идти вместе с Нори на восток, в земли Рун, чтобы узнать всю правду о себе. Не зная, куда конкретно идти, он выбирает направление, основываясь на сладком запахе в воздухе. Незнакомец советует Нори в случае сомнений «всегда следовать своему носу»: зрителю таким образом намекают, что этот персонаж — Гэндальф.

## Премьера и оценки
Премьерный показ восьмого эпизода состоялся 14 октября 2022 года. Зрители приняли этот эпизод значительно теплее, чем все предыдущие, благодаря более динамичному повествованию и полученным ответам на ряд вопросов.
На сайте-агрегаторе отзывов Rotten Tomatoes «Сплавленный» получил рейтинг 85 % при средней оценке 8 из 10.